# 캐서린 애슈턴
애슈턴오브업홀랜드 여남작 캐서린 마거릿 애슈턴 PC(Catherine Margaret Ashton, Baroness Ashton of Upholland, 1956년 3월 20일 ~ )은 영국의 정치인 겸 외교관이다. 그녀는 2009년 11월 19일에 브뤼셀에서 열린 EU 27개국 지도자 회의에서 유럽의 외교 장관으로 선택되었으며, 또한 그 회의에서 유럽 연합 이사회에 후임으로 벨기에의 헤르만 반 롬푀이 총리를 지명했었다. 2009년 12월 1일부터 2014년 11월 1일까지 유럽 연합 외교 문제·안보 정책 고위대표를 역임했다.
영국 노동당 소속인 애슈턴은 1999년에 노동당 정부에 의해 일대귀족으로 지명되었으며 두 부서에서 차관 (junior ministry)을 했었다. 그녀는 후에 상원 의원(Leader of the House of Lords)으로 임명되었으며 그 역할로 그녀는 영국의 상원을 통해 리스본 조약을 조정하는데 도움을 주었다. 그후에, 그녀는 영국의 EU 위원이 되었다.